# Petr Maišaidr
Petr Maišaidr (* 15. listopadu 1940 Praha) je český skautský vedoucí, signatář Charty 77 a bývalý pracovník Úřadu pro dokumentaci a vyšetřování zločinů komunismu. V letech 1970–1989, v době takzvané normalizace komunistického režimu v Československu, vedl skautský oddíl tajně, jeho členové nosili zakázané skautské kroje, zpívali skautskou hymnu a skládali skautské sliby. Ve skautském prostředí je Maišaidr známý pod přezdívkou Kim.

## Život
Narodil se 15. listopadu 1940 v Praze. Jeho otec pocházel z česko-německé rodiny z Nového Města pod Smrkem a za války musel narukovat do wehrmachtu. Po válce zůstal v Mnichově, kde pracoval pro Američany. Petr tak svého otce nikdy nepoznal, vychovávaly ho matka s babičkou. Studoval jedenáctiletku v pražských Vysočanech, maturoval v Litvínově. Právě tam, v oblasti bývalých Sudet, si zamiloval přírodu, táboření a zálesácké dovednosti. Ve svých 17 letech začal chalupařit v Českém Jiřetíně. Po vojně se vrátil do Prahy a byl zaměstnán v podniku Léčiva.

### Skauting
V roce 1968 se zapojil do skautského hnutí, které tehdejší uvolňující se režim po 20 letech zákazu opět povolil. Ve stejné době se Maišaidr stal členem Klubu angažovaných nestraníků. S přáteli založil na jaře 1968 ve Vysočanech 43. oddíl Junáka, v červnu složil skautský slib a v srpnu vedl první oddílový tábor. Během srpnové invaze vojsk Varšavské smlouvy se účastnil pouličních střetů s okupačními jednotkami a obrany budovy Československého rozhlasu. Do krve lidí zabitých sovětskými vojáky před budovou rozhlasu namočil československou vlajku, která od té doby sloužila při skautských slibech v jeho oddíle.
Po zákazu skautingu komunistickými úřady v roce 1970 se s přáteli rozhodli pokračoval v oddílové činnosti ilegálně. Oddíl se scházel v bytech jednotlivých členů, vyjížděl na výpravy do přírody a v létě na několikatýdenní tábory. Členové dál skládali skautské sliby, nosili skautské kroje, zpívali skautskou hymnu a používali další skautskou symboliku. To vše se dělo tajně, při prozrazení by členům hrozily vysoké tresty. Přestože Maišaidr podepsal Chartu 77, podařilo se oddíl udržet stranou zájmu komunistických úřadů. V 80. letech oddíl působil ve Svazu ochránců přírody.
Po pádu komunismu v listopadu 1989 začal 43. oddíl působit znovu legálně. Maišaidr s přáteli založili skautské středisko Atahokan, které později dostalo název Středisko bratří Mašínů. Od roku 1995 pracoval Maišaidr v Úřadu pro dokumentaci a vyšetřování zločinů komunismu.